# Буров, Александр Геннадьевич
Алекса́ндр Генна́дьевич Бу́ров (род. 2 декабря 1975, Москва) — российский футболист, выступавший на позициях защитника и полузащитника.

## Клубная карьера
Буров — воспитанник школы московского «Спартака». В 1996 провёл 32 матча за дублирующий состав «Спартака», в которых забил один гол. После был арендован «Тюменью», в которой сыграл в 20-ти матчах Высшей лиги сезона 1997 года. В августе 1998, вместе с Епифановым и Джубановым, был арендован у «Спартака» махачкалинским «Анжи», в том сезоне Буров помог «Анжи» остаться в Первом дивизионе. с 1999 по 2005 играл в тульском «Арсенале», где стал членом клуба «100». В декабре 2000 года был на просмотре в минским «Динамо», однако, контракт с ним не был подписан. В 2008 играл в московском клубе «МВД России», с которым добился права выступать в Первом дивизионе, но следующий сезон провёл в «МВД России-2».